# Philadelphia Freedom
«Philadelphia Freedom» — песня Элтона Джона на слова Берни Топина, выпущенная в 1975 году. Посвящена теннисистке и активистке движения за права женщин Билли Джин Кинг и её клубу «Филадельфия Фридомз». Вышла как сторона «А» сингла, на второй стороне которого была живая концертная запись песни «I Saw Her Standing There» Джоном Ленноном и Элтоном Джоном. Сингл занимал 1-ю строчку в чартах Billboard Hot 100 (США) и RPM Top Singles (Канада), платиновый сертификат в США (1995).

## Создание
Элтон Джон и Билли Джин Кинг познакомились в сентябре 1973 года на вечеринке, которую организовал промоутер Джерри Перенчио за две недели до «Битвы полов» — окружённого вниманием прессы матча между Кинг и Бобби Риггсом. Оказалось, что и теннисистка, и певец были уже долгое время взаимными поклонниками. В дальнейшем они стали друзьями. Летом 1974 года Джон рассказал Кинг, что хочет посвятить ей песню; к этому моменту теннисистка играла в лиге World Team Tennis за клуб «Филадельфия Фридомз», и певец, ставший болельщиком этой команды, сказал, что планирует назвать новую песню «Philadelphia Freedom». Помимо прямых ассоциаций с её командой, Кинг эта идея понравилась также тем, что приближалось 200-летие американской революции, большую роль в которой сыграла Филадельфия.
По воспоминаниям Кинг, Джон продемонстрировал ей черновую запись, сделанную на студии Caribou Ranch, уже 25 августа 1974 года в Денвере, где «Фридомз» играли в матче плей-офф против местного клуба. Песня была записана одновременно с работой над альбомом Captain Fantastic and the Brown Dirt Cowboy, в период высшего творческого расцвета Элтона Джона. Автором слов стал постоянный соавтор певца Берни Топин. Обозреватель портала AllMusic Линдсей Плейнер характеризует музыку песни как танцевальное прото-диско, сознательно имитирующее популярный в годы её появления филадельфийский соул (по словам Билли Джин Кинг, певец привлёк музыкантов из Филадельфии к аранжировке). Плейнер отмечает также «мощную духовую секцию» и энергичную струнную аранжировку, по стилю близкую треку «Tell Me When the Whistle Blows» с альбома Captain Fantastic and the Brown Dirt Cowboy.

## Релиз и кавер-версии
Сингл с песней, исполнителем которой значился не сам певец, а коллектив Elton John Band, поступил в продажу 8 марта 1975 года. На этикетке, помимо обычных выходных данных пластинки, значилось «With love to B.J.K.». На стороне «Б» располагалась запись песни «I Saw Her Standing There» в совместном исполнении Элтона Джона и Джона Леннона с последнего, как позже стало ясно, живого концерта лидера «Битлз». В своё первое появление в чарте Billboard Hot 100 он занимал 53-е место, но через месяц, в чарте 12 апреля, поднялся на 1-ю позицию. Первую строчку в чарте он занимал две недели, а в общей сложности оставался в первой сотне 21 неделю, из них 9 — в первой десятке. Это был четвёртый из шести синглов Элтона Джона, возглавлявших хит-парад Billboard Hot 100 в начале и середине 1970-х годов, а в канадском чарте RPM Top Singles он стал уже восьмым синглом этого исполнителя на первой строчке. Помимо основного поп-чарта, сингл также фигурировал в ритм-н-блюзовом чарте Billboard.
В составе альбома Элтона Джона песня впервые появилась в 1977 году — как трек сборника Elton John’s Greatest Hits Volume II. Успешные каверы песни выпустили два филадельфийских коллектива — группа MFSB и дуэт Hall & Oates. Её фанковая обработка в исполнении Айка и Тины Тёрнер в 1980 году вошла в сборник Home Grown Funk.

## Участники записи
- Элтон Джон — вокал, фортепиано
- Дэйви Джонстоун[англ.] — гитары, бэк-вокал
- Ди Мюррей[англ.] — бас-гитара, бэк-вокал
- Найджел Олссон — барабаны, бэк-вокал
- Рэй Купер — перкуссия
- Гас Даджен — продюсер.

## Позиции в чартах и сертификации
| Чарт (1975)              | Высшая позиция |
| ------------------------ | -------------- |
| Австралия (ARIA Charts)  | 4              |
| Великобритания           | 12             |
| Канада (RPM Top Singles) | 1              |
| Новая Зеландия (RIANZ)   | 2              |
| США (Hot 100)            | 1              |

| Хит-парад (1975)                    | Позиция |
| ----------------------------------- | ------- |
| Канада (RPM Year-End)               | 5       |
| США (Billboard Top Popular Singles) | 3       |

| Страна     | Сертификат        |
| ---------- | ----------------- |
| США (RIAA) | Платиновый (1995) |